# Philippe Roth
Ne doit pas être confondu avec Philip Roth.
Philippe Roth, né le 29 juillet 1879 dans le quartier de Bléville du Havre et mort le 30 septembre 1942 à Paris,, est un promoteur sportif français, spécialisé dans l'organisation de combats de boxe anglaise. Il a été secrétaire de la Fédération des sociétés de natation et de sauvetage en 1920.

## Biographie
Philippe Roth, originaire du Havre, est gymnaste, nageur, sauveteur. Il s'intéresse au football naissant. Deux anciens lutteurs qui tiennent une brasserie place de l'Arsenal, offrent des spectacles de boxe anglaise vers 1895. Philippe Roth devient organisateur, il a une salle à lui, dans un café du port où il commence à « sortir des vedettes ». La boxe anglaise se répand ; on commence à donner des séances en 1900 puis la fédération française de boxe est fondée en 1903. Philippe vient à Paris, ne trouve pas à qui parler, entreprend une tournée en province, où l'organisateur est à la fois le charpentier du ring, le caissier, le manager, le soigneur, le speaker.
Vers 1908, il revient à Paris où cette fois il a plus de chance et ouvre les portes du « Paris Boxing Club », salle de la
Gaîté Parisienne, 34 boulevard Ornano, où une compétition de « novices » attire 120 amateurs en 1910. Pendant quelque temps, il fait de sa salle une pépinière de boxeurs amateurs et professionnels. Puis il s'essaye à Montmartre, le « Ring de Butta-Park » en plein air, dans le parc de la Belle-Gabrielle. On s'y amuse beaucoup mais ses recettes sont maigres et le sport est décevant. Alors il émigre au quartier latin, y fonde le « Lutèce Boxing Club » dont le sort n'est pas plus heureux . 
Sur le modèle du Wonderland, il fonde avec la collaboration de Émile Maitrot le Premierland, ouvert en novembre 1911, dans la salle d'un restaurant au 8 avenue de Clichy, à Paris ; puis le Premierland passe de l'avenue de Clichy à l'Élysée Montmartre, 72 Boulevard Rochechouart. On y voit défiler Georges Carpentier, Charles Ledoux, Eugène Criqui, Marcel Moreau, Hogan, Jack Johnson, Bernard, Badoud, et Eugène Stuber.
Roth et Maîtrot ouvrent le« Palais de la boxe », le 10 décembre 1912, à l'angle du 60 boulevard de Sébastopol et du 8 rue aux Ours, au 2e étage du Palais des fêtes de Paris. 
En 1917, Philippe Roth organise des soirées hebdomadaires dans sa salle de la rue Vivienne, salle qu'il abandonne bientôt pour le Cercle Hoche, rue Daru.  Après la Première Guerre mondiale, Roth s'installe un moment au Cercle Hoche. Puis Christmann se retire ; lui offre de prendre la succession du gymnase du faubourg Saint-Denis. Le hangar sombre au sol de sable, parsemé d'agrès, devient la salle claire, aérée, à température variable du Central sporting club. il en reste le gérant jusqu'en 1941. Il organise des matchs de boxe en association avec Jack Dangoise en 1926.
En 1931, il dirige le dancing le Paradis, rue Pigalle.
Quelques combats sont organisés au Vel' d'Hiv' en 1940 par Philippe Roth.